# PKP-Baureihe SU46
Als Baureihe SU46 bezeichnen die Polnischen Staatsbahnen (PKP) sechsachsige Strecken-Diesellokomotiven für den universellen Einsatz.

## Geschichte

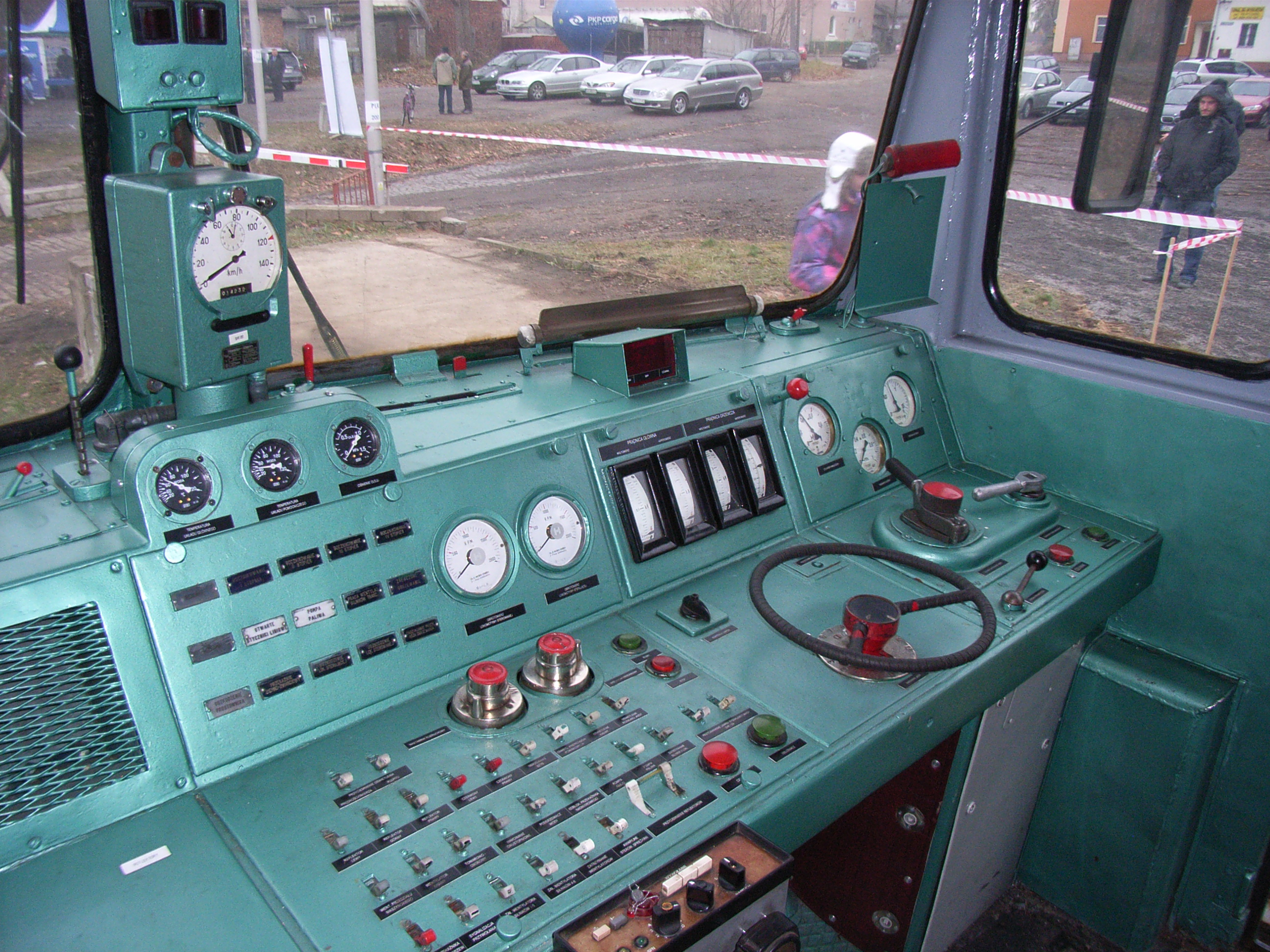
Blick in den Führerstand

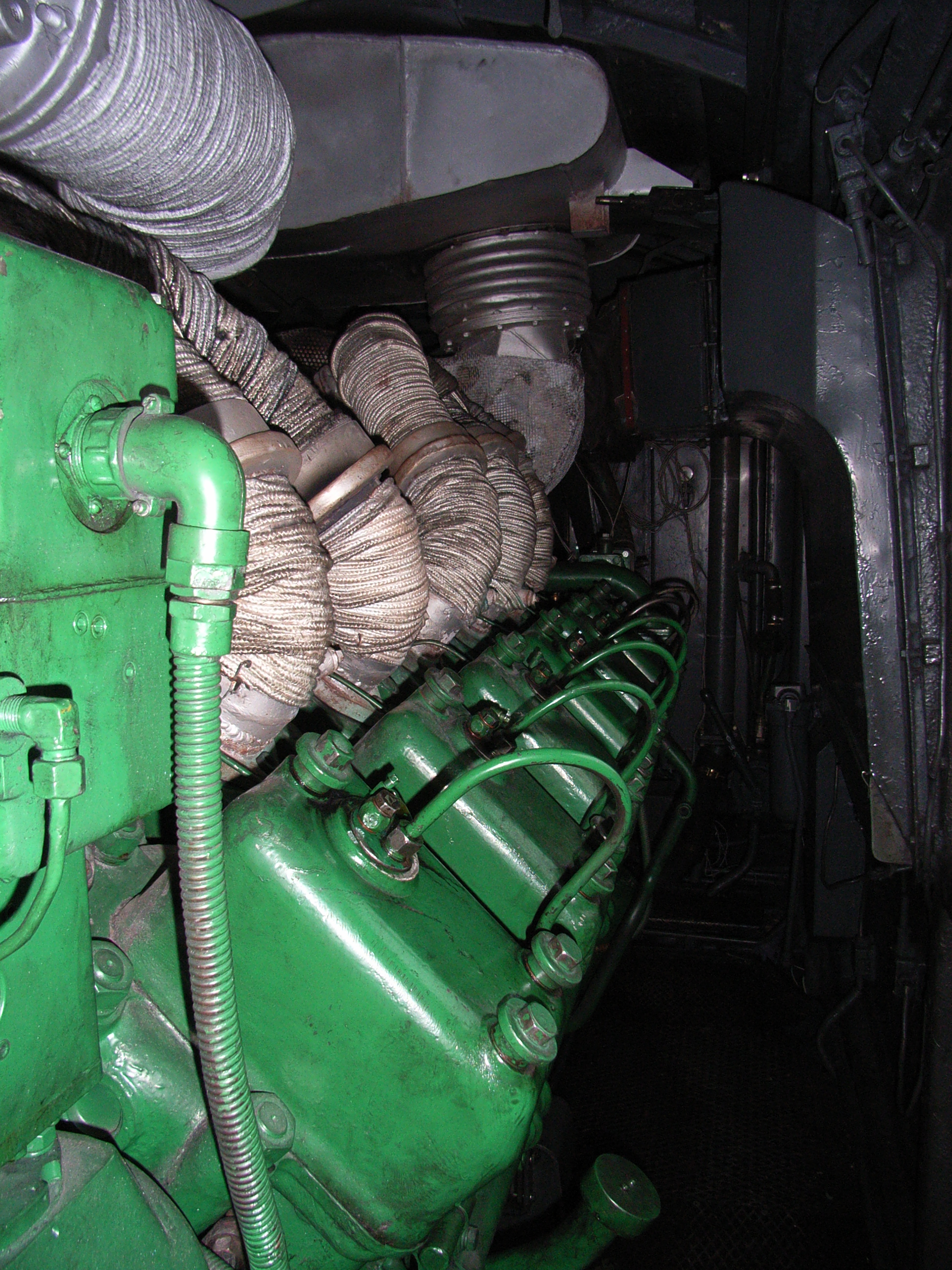
Blick in den Maschinenraum

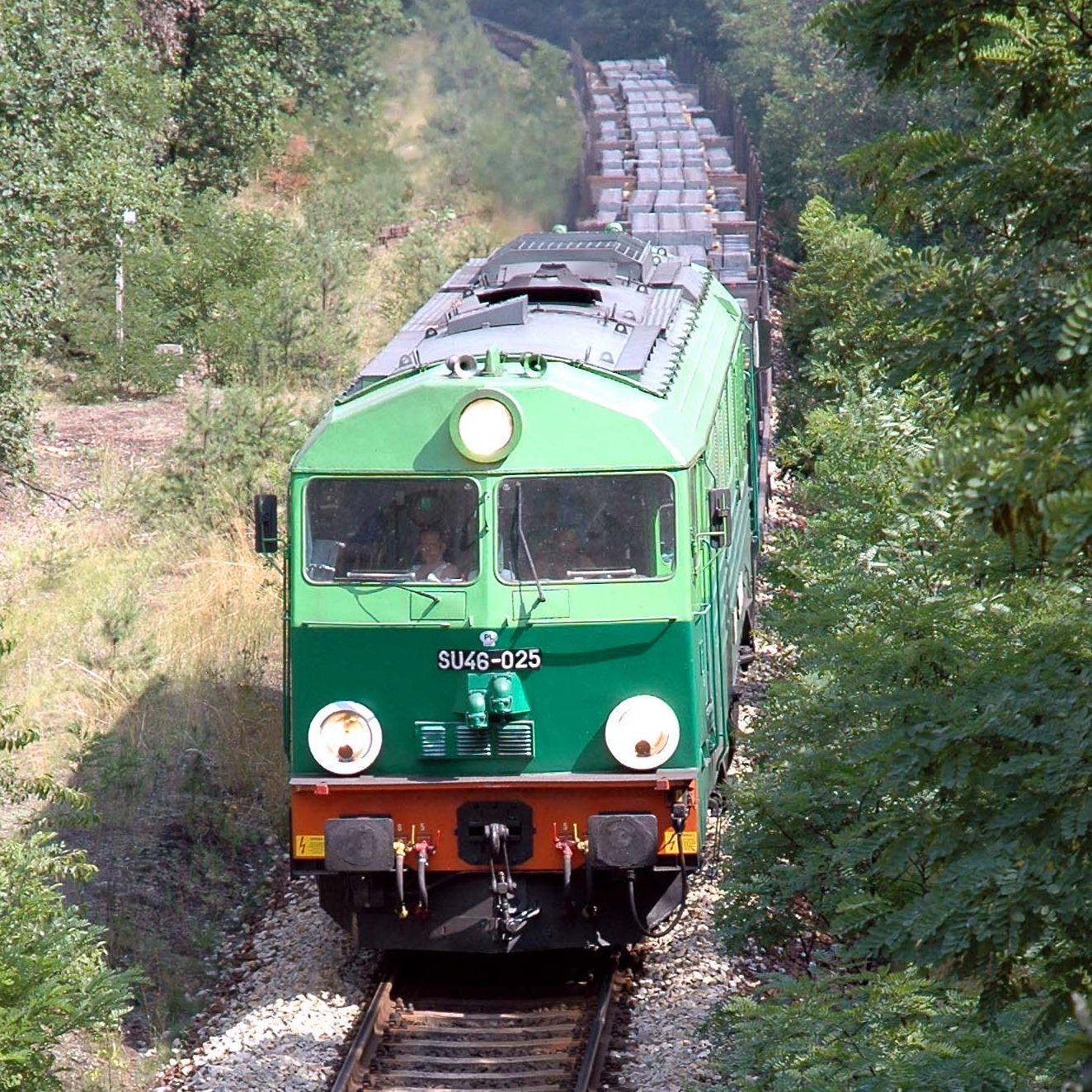
SU46-025 bei Horka, 2004

Noch vor dem Ende des Baus der Baureihe SP45 (1976) wurde mit dem Bau zweier Prototypen einer Nachfolgebaureihe mit höherer Leistung, elektrischer Zugheizung und neugestaltetem Lokomotivkasten begonnen. Die beiden Prototypen wurden 1974 fertiggestellt und erhielten die Typenbezeichnung 303D und die Nummern SU46-001 und -002. 1976 unmittelbar nach Ende des Baus der Baureihe SP45 begann die Serienfertigung der Baureihe SU46. Die beiden Prototypen wurden 1977 bzw. 1978 von den PKP übernommen. Bis 1977 wurden insgesamt 52 Lokomotiven der Baureihe SU46 gebaut. 1985 wurden noch zwei praktisch baugleiche Lokomotiven nachgeliefert.
Bereits 1975 wurde ein Prototyp einer leistungsstärkeren Variante für bis zu 140 km/h gebaut, ein weiterer folgte 1977. Diese Prototypen wurden als Baureihe SP47 übernommen, eine Serienfertigung unterblieb.
Die beiden Prototypen wurden 1990 ausgemustert, einige Serienlokomotiven folgten. 2004 waren noch 38 SU46 im Bestand der PKP und in den Bahnbetriebswerken Czerwieńsk, Gdynia, Olsztyn, Poznań und Wrocław beheimatet. SU46-011, -032, -037 und -048 wurden 2006 für den Einsatz in Deutschland ausgerüstet, um den Lokwechsel in Forst zu ersparen und den Durchlauf bis Cottbus zu ermöglichen. Gleichzeitig erhielten diese Lokomotiven den neuen Anstrich von PKP Cargo.